# Пудлінговий
Пу́длінговий (рос. Пудлинговый) — селище у складі Красноуфімського міського округу (Красноуфімськ) Свердловської області.
Населення — 644 особи (2010, 795 у 2002).
Національний склад станом на 2002 рік: росіяни — 78 %.